# 라 실피드
《라 실피드》(프랑스어:La Sylphide)는 프랑스의 발레 작품으로, 현존하는 낭만 발레 중 가장 오래된 작품 중 하나이다. 이 발레에는 두 가지 버전이 있는데, 원래의 버전은 1832년 이탈리아의 무용수 마리 탈리오니의 아버지인 필리포 탈리오니(Filippo Taglioni)가 안무한 것이며, 다른 버전은 1836년 덴마크의 발레 안무가 아우구스트 부르농빌(August Bournonville, 1805-1879)이 안무한 것이다. 현재는 부르농빌이 안무한 버전만이 남아 있다.
이 발레는 스코틀랜드의 전원(田園)을 무대로 하는 매우 낭만적인 이야기를 내용으로 하는 2막(二幕)으로 구성되어 있다. 실피드는 숲이나 연못가에 사는 요정(妖精)의 하나로, 따라서 그 춤도 경쾌해야만 했으며 그 경쾌함을 표현하기 위해 마리 탈리오니는 종래에 없던 도약의 기법을 많이 구사하고 그와 동시에 발걸음을 가볍게 보이기 위해서 발가락 끝을 세워 춤을 추었다. 즉 발레 용어에서 말하는 "쉬르 라 포앙트"로 추었던 것이다. 이것은 발레 기법의 대혁명이었다.  
탈리오니가 처음으로 쉬르 라 포앙트 기법을 발명했는가에 대해서는 의심의 여지도 있으나 아무튼 그녀는 보통 신발로는 도저히 발끝으로 서서 출 수 없기 때문에 《라 실피드》에서 쉬르 라 포앙트로 추기 위해서는 그것이 가능한 신발을 연구해야만 했다. 쉬르 라 포앙트를 추기 위해서 특별히 연구된 신발로서 토 슈즈가 발명되었으며, 발에 밀착된 천을 사용하고 그 선단은 잘라낸 것처럼 평면으로 되어 있으며 딱딱하다. 뒤꿈치의 부분은 발이 겨우 들어갈 수 있을 정도로 작게 만들어졌으며 바닥은 납작하고 매우 작다. 그리고 추는 도중에 벗겨지지 않도록 긴 끈을 발목에 묶도록 되어 있다. 이러한 형태의 토 슈즈는 19세기 후반에 개량된 것이며 탈리오니의 것은 그와 비슷하고 선단만 삐죽했다. 토 슈즈가 발명된 것은 여성 무용수의 춤에 대개혁을 가져 왔으며 그 이후로 기법은 비약적인 발전을 가져오게 되었다. 
뿐만 아니라 탈리오니의 또 하나의 공적은 《라 실피드》에서 사용한 의상에 있다. 소위 로맨틱 튀튀라는 것이다. 그 순백(純白)의 의상을 입고 추는 발레를 브랑(하얀 발레)이라고도 한다.